# 田島バイパス (国道400号)
田島バイパス（たじまバイパス）は、福島県南会津郡南会津町と同郡下郷町を結ぶ国道400号のバイパス道路である。

## 概要
- 起点：福島県南会津郡南会津町高野
- 終点：福島県南会津郡下郷町大字戸赤
- 全長：3.9 km

南会津町から下郷町に至る舟鼻峠の東側にある自動車の離合が不可能な幅員狭小、冬季閉鎖及び異常時通行規制区間の解消のため1993年に事業化された区間である。舟鼻峠の西側にある大沼郡昭和村では、南会津地域で最も高規格な福島県立南会津病院へ向かう場合、冬季は下郷町中心部へ迂回する必要があり搬送に70 - 80分かかっていたが、バイパスの開通により通年で30 - 40分までに短縮された。

## 沿革
- 1992年10月 - 下郷町から昭和村に至る舟鼻峠の改良の為、峠直下に建設されていた舟鼻トンネルが開通[2]。当時の福島県道346号舟ヶ鼻下郷線から分岐し、トンネルの先で現道に合流する盲腸線であった。
- 1993年度 - 田島バイパス事業化、工事着手。バイパス終点で福島県道346号に突き当たる盲腸線として計画される。
- 1995年4月11日 - 田島ダム建設による水没区間付替えとして高野トンネルを含む田島側の第1工区0.6 kmが開通[3]。1997年度までに計1.6 kmが供用された[4]。
- 2009年10月16日 - 積入山トンネルを含む第2工区2.3 kmが開通し全線が供用開始される[5]。また、福島県道346号のバイパス終点から舟鼻トンネル東側に至る2.725 kmが国道400号に指定され、国道と県道の重用区間となり、舟鼻トンネルの盲腸線の状態が解消された[6]。
- 2013年2月25日 - 田島バイパス第2工区起点から舟鼻峠、福島県道346号交点を経て舟鼻トンネル西側に至っていた国道400号現道部分7.126 kmが国道指定を外れ町村道へ移管される。同時に福島県道346号は終点が昭和村大字大芦から田島バイパス終点部の下郷町大字戸赤に変更され、路線名も福島県道346号戸赤栄富線に変更されたことで、国道と県道の重用区間が解消され、舟鼻トンネル東側から旧終点に至る区間は町道へ移管された[7]。

## 道路施設
高野大橋
- 全長：175.0 m
  - 主径間：35.0 m
- 幅員：6.5（11.25） m
- 形式：5径間鋼連続鈑桁橋
- 竣工：1994年
- 施工：栗本鐵工所・高田機工

高野川支流の三沢を渡る。親柱には橋が所在する高野地区の伝統芸能、高野の三匹獅子舞の獅子頭が設置されている。
高野トンネル
- 全長：323.0 m
- 幅員：6.5（9.0） m
- 有効高：4.7 m
- 竣工：1994年8月
- 施工：滝谷・東邦特定建設工事共同企業体

南会津町高野（旧田島町）に位置する。1993年5月11日に起工式が行われ、1994年2月23日に貫通、1995年4月11日に第1工区開通に伴い供用が開始された。総工費は1億1700万円。
浅布大橋
- 全長：155.0m
  - 主径間：70.0m
- 幅員：6.5（11.25）m
- 形式：3径間PCポステンラーメン箱桁橋
- 竣工：1997年度

高野トンネル直後にて高野川と旧道を渡る。旧道の交通を阻害しないよう、ワーゲン工法が用いられた。
浅布橋
- 全長：17.5 m
- 幅員：6.4（7.4） m
- 形式：単純PCプレテン中空床版橋
- 竣工：1993年度

南会津町高野字浅布に位置し、一級水系阿賀川水系高野川を渡る。総工費は5100万円。
積入山トンネル
- 全長：1,579.0 m
- 幅員：6.0（8.5） m
- 高さ：4.7 m
- 竣工：2009年2月
- 施工：渡部・大冨・東邦特定建設工事共同企業体

南会津町高野から下郷町戸赤に至る。2003年11月13日に起工式が行われ、2007年5月18日に貫通、2009年10月16日に第2工区の開通に伴い供用が開始された。総工費は34億8200万円。
此の沢橋
- 全長：32.8m
- 幅員：6.0（7.5）m
- 形式：PC単純バルブT桁橋
- 竣工：2009年
- 施工：ピーエス三菱

下郷町戸赤に位置し、一級水系阿賀野川水系戸石川を渡る。南詰は積入山トンネル坑口、北詰はバイパス終点の交差点に位置することからスリップ防止のため無散水消雪装置が設置されている。総工費は1億1000万円。

## 沿線
- 田島ダム